# 전은수
전은수(全恩秀, 1984년 10월 17일 ~)은 대한민국의 정치인, 교육인, 변호사이다. 현재 더불어민주당 울산광역시당 남구 갑 지역위원장을 역임하고 있다.

## 학력
- 태화초등학교 졸업
- 학성여자중학교 졸업
- 우신고등학교 졸업
- 공주교육대학교 초등교육 학사
- 부산대학교 법학전문대학원 법학 석사

## 경력
- 초등학교 교사
- 제4회 변호사시험 합격
- 울산인재평생교육원 이사
- 울산여성가족개발원 이사
- ubc 울산방송 사외이사 및 감사위원
- 울산지방노동위원회 공익위원
- 한국광물자원공사 비상임이사 및 감사위원
- 민주평화통일자문회의 청년교육분과 상임위원
- 한국에너지공단 상임감사
- 사람사는세상 노무현재단 울산지역위원회 운영위원
- 민주평화통일자문회의 울산남구협의회 자문위원
- 2024년 5월~2024년 8월: 더불어민주당 최고위원
- 2024년 5월~2025년 6월: 더불어민주당 울산광역시당 남구 갑 지역위원회 위원장
- 2025년 6월~: 대통령비서실 부대변인

## 역대 선거 결과
| 실시년도 | 선거   | 대수 | 직책     | 선거구       | 정당         | 득표수   | 득표율          | 순위 | 당락 | 비고 |
| -------- | ------ | ---- | -------- | ------------ | ------------ | -------- | --------------- | ---- | ---- | ---- |
| 2024년   | 총선   | 22대 | 국회의원 | 울산 남구 갑 | 더불어민주당 | 39,687표 | \| \| 42.69% \| | 2위  | 낙선 |      |
|          | 42.69% |      |          |              |              |          |                 |      |      |      |